# Каминак
Каминак (англ. Kaminak Lake) — озеро на территории Нунавут в Канаде.
Расположено в юго-восточной части территории Нунавут. Входит в озёрную систему реки Фергусон, состоящую из одиннадцати озёр. Одно из больших озёр Канады — площадь водной поверхности 554 км², общая площадь — 600 км². Высота над уровнем моря 53 метра.
В начале 70-х годов XX столетия после исследования 2 тысяч образцов воды геологическая служба Канады установила повышенное содержание ртути в водах озера. Позже в районе озера было обнаружено золото. Но коммерческое рыболовство, существовавшее на озере ранее, прекратилось. Разведение и лов рыбы переместили вверх по течению реки Фергусон в озеро Каминьюриак.